# Kaple Božího hrobu

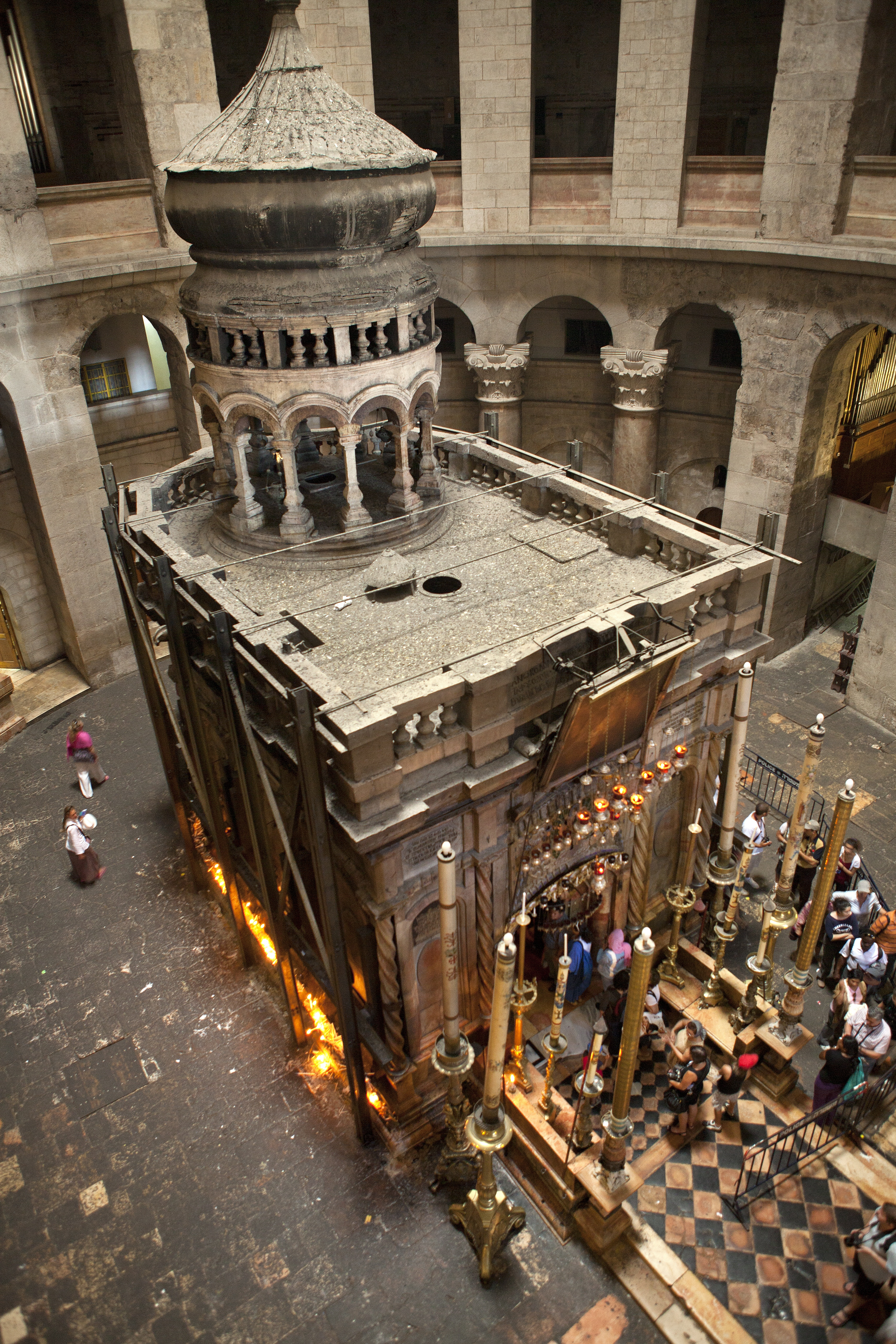
Kaple Božího hrobu v Jeruzalémě uprostřed Chrámu Božího hrobu

Kaple Božího hrobu je typ kaple, která svým vzhledem, půdorysem a dalšími vnitřními a vnějšími znaky vychází z podoby kaple stojící uvnitř Chrámu Božího hrobu v Jeruzalémě. Ta je podle tradice považována za Boží hrob, tedy za hrobku, do které bylo uloženo tělo Ježíše Krista po jeho ukřižování a ze které podle evangelií Ježíš třetího dne vstal z mrtvých. Kaple Božího hrobu byly často budovány na hřbitovech, u klášterů, křížových cest a na poutních místech.

## Historie
Ve 4. století byl podle křesťanské legendy na místě Golgoty nalezen římskou císařovnou svatou Helenou údajný Kristův kříž a jeho hrob. Na tomto místě poté její syn, císař Konstantin, založil pětilodní baziliku a skálu s hrobem nechal obestavět kruhovou edikulou se sloupky, ústící do otevřené předsíně. V této podobě Chrám přečkal vypálení Peršany, dobytí Jeruzaléma Araby (638) i zemětřesení; až jej 18. října 1009 dal egyptský kalif al-Hákim bi-Amr Alláh zbořit. Svatyni se podařilo zcela rozbít, a to doslova, zachována jsou svědectví o tesání hrobové skály železnými kladivy. 
Po první křížové výpravě roku 1099, kdy Jeruzalém dobyli křižáci, začala rekonstrukce baziliky, jež skončila roku 1141. Byzantští stavitelé téměř dodrželi původní půdorys. Vlastní hrobová komora nyní měla půdorys dvanáctiúhelníku, jehož tři strany byly začleněny do předsíně s třemi vstupy – jedním v hlavní ose z průčelí a dvěma po stranách. Kapli obíhala slepá arkáda se segmentovými oblouky o osmi sloupcích a na plochou střechu nasedala baldachýnová edikula.
Po dalších válkách byla kaple poškozena. Od 14. století nad kaplí přebral správu žebravý řád františkánů. V roce 1555 bylo přistoupeno za podpory papeže Julia III. k její rozsáhlé přestavbě. K celkové rekonstrukci byl z velké části použit materiál z původní stavby. Byl změněn její půdorys, kdy z téměř kruhové stavby nyní na předsíň navazoval prostor ve tvaru podkovy. Do kaple se vstupovalo pouze jedním vchodem, místo postranních vstupů byly do zdiva proraženy tři okenní otvory osvětlující předsíň. Presbytář kaple zvýrazňovala slepá arkáda lomených oblouků a v tomto renesančním duchu byla postavena i nová baldachýnová edikula, oproti předchozí vyšší a výtvarně výraznější, zakončená cibulovitou bání. Obnoveny byly také protažené sokly – lavice strážců hrobu v průčelí. K západní straně byla opět přisazena kaple.

### První kaple Božího hrobu v Evropě
Kaple Božího hrobu v Evropě podle jeruzalémského vzoru byly stavěny zejména z důvodu posilování a šíření katolické víry. Tam, kde převládal protestantismus, téměř nejsou. Dochované kaple jsou například ve Zhořelci v Horní Lužici nebo Zaháni ve Slezsku.
V Čechách byla jako jedna z prvních postavena ve Slaném roku 1665, kdy ji vysvětil arcibiskup pražský Arnošt Vojtěch z Harrachu. Je pokládána za nejstarší dochovanou památku tohoto typu v českých zemích. Možná nejstarší kaplí Božího hrobu může být nedochovaná kaple v Praze u kostela svatého Václava na Novém Městě, která byla založena (vysvěcena 11. března 1645) řádem křižovníků - strážců Božího hrobu a jejíž donátor hrabě z Mitrovic byl na podzim téhož roku v ní po své smrti na tři dny uložen. Kaple byly stavěny z iniciativy církve i šlechty. Zpočátku byli vysíláni do Jeruzaléma vyslanci, aby zpět přinesli přesné nákresy a rozměry (Římov, Votice).
Následně stavěné kaple vznikaly přibližně od poloviny 17. století do druhé poloviny 18. století. Jejich vnější vzhled se průběžně měnil, například byla zmenšena edikula nebo chyběla vnější výzdoba. Půdorys, vnitřní dispozice a arkáda zůstaly stejné. V Pelhřimově byla roku 1671 postavena kaple Božího hrobu s dispozicemi jeruzalémské kaple, která byla roku 1750 rozšířena o přístavbu a zasvěcena Nalezení Svatého Kříže..
Později byly postaveny i kaple, které byly obecně známé jako Boží hrob, nevycházejí však z jeruzalémské kaple, předávají ale její význam; např. v Nejdku na křížové cestě (zbořena 2010), v Malých Svatoňovicích na křížové cestě nebo ve Velenicích.

## Podoba kaple

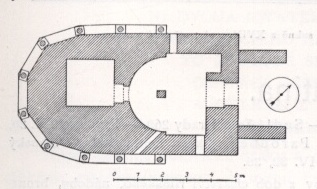
Půdorys kaple Božího hrobu ve Slaném, F. Velc (1904)

První kaple Božího hrobu v Čechách jsou podobné svému jeruzalémskému vzoru (Drahoraz, Havlíčkův Brod, Horšovský Týn, Petřín, Slaný, Votice). Mají obdélný půdorys ukončený polygonálním presbytářem o pěti stranách dvanáctiúhelníka. Průčelí kaplí je členěno reliéfními pásy s ornamenty, které symbolizují závory na Kristově hrobě, znak Pilátovy pečetě, pečetě Annáše a Kaifáše a také pole se znakem devět křížů. Vnitřní půlkruhová hrobová komora je zvenku zdobena slepou arkádou devíti lomených oblouků, ve kterých jsou štukové reliéfní ornamenty: jednoramenný kříž, trojice pěticípých hvězd, Davidova hvězda (Šalamounova pečeť), obdélný rám se třemi čtverci, v hlavní ose presbytáře je osmicípá hvězda, dál jsou tři hvězdy v rámu, zvíře se stromem, motiv akantu a posledním zobrazením je opět jednoramenný kříž. Nad středem hrobové komory je baldachýnová edikula tvořená arkádou na půdorysu šestiúhelníku. Ta je zakončená římsou a nad ní je helmicová střecha s bání. Uvnitř kaple jsou dvě oddělené místnosti: obdélnou Andělskou kaplí osvětlenou třemi okny se prochází do půlkruhového prostoru uložení těla Krista, kde hrob je symbolizován kamenným kvádrem. Nad místem hrobu je další oddělený prostor přístupný zespodu vřetenovým schodištěm. Klenba Andělské kaple je valená, má proražen otvor, který ústí ven do středu základny baldachýnové edikuly. Tímto otvorem byl odváděn kouř z lamp zavěšených nad oltářem a umístěných za sochou Krista.

## Kaple v Česku
Kaplí Božího hrobu postavených podle vzoru jeruzalémské kaple je na území České republiky známo 27. Stály buď jako samostatné poutní místo (Mimoň, Slaný), na konci Křížových cest (například Horšovský Týn, Petřín) nebo byly součástí areálu klášterů či kostelů. Několikrát byl Boží hrob na poutním místě společně s Loretánskou kaplí (Chrudim, Jaroměřice, Starý Hrozňatov).